# Henrik den yngre
Henrik den yngre (på engelska Henry the Young King), född den 28 februari 1155, död den 11 juni 1183, var andre son till kung Henrik II av England och hans drottning Eleonora av Akvitanien. Henrik den yngre var sin faders samregent och en framstående kämpe på rännarbanorna. Han dog på grund av att han drabbades av dysenteri sommaren 1183, då han låg i fält i Limousin. Henrik den yngre var gift med Margareta av Frankrike, paret fick inga barn som levde till vuxen ålder.

## Barndom och uppväxt
Inte mycket är känt om den unge prins Henriks levnad innan han blev krönt, och gifte sig. Hans mors barn, tillsammans med hennes första make kungen av Frankrike, var Marie av Champagne och Alix av Frankrike. Henrik hade flera helsyskon av vilka både Rikard och Johan senare kom att bli kungar av England.
I juni 1170 kröntes den 15-årige Henrik till kung, trots att hans far fortfarande levde och regerade. Detta var en sed man tog över från den franska kungaätten Capet. En dikt författad på latin, ämnad att hylla kröningen, ger oss vinkar om den unge Henriks utstrålning. Han beskrivs som en charmerande ung man med anmärkningsvärt gott utseende, lång och välproportionerad, bredaxlad med lång vacker hals, ljushyllt och fräknig med stora blå ögon. Han hade också det för hans släkt typiska röda håret.
I sin egen tid kom han att omnämnas "Henrik den yngre", för att skilja honom från den äldre kung Henrik, hans far. Då han avled före fadern, räknas han inte in i den numrerade regentlängden, fast han var krönt kung och hans ställning som sådan var oomtvistad. Enligt en man som brevväxlade med Thomas Becket var det kungen som dubbade sin son till riddare. Det finns dock andra källor som menar att det var William Marshal, 1:e earl av Pembroke som dubbade Henrik, och att detta skedde under upproret 1173.

## Tornerspelshjälte och celebritet
Henrik förefaller inte ha varit särskilt intresserad av de vardagliga regeringsbestyren, vilket i så fall skulle särskilja honom från fadern och de senare bröderna. Dock har det hävdats att detta ointresse snarast berodde på att fadern inte ville lämna ifrån sig makt och ansvar till sonen. Den vanligaste åsikten bland historiker är den som W. L. Warren (1973) ger uttryck för: Henrik den yngre var den enda i sin familj som var populär i sin samtid. Det är också sant att han var den enda som inte påvisade politisk list, militär skicklighet eller ens normal intelligens, han fortsätter också och skriver: Han var vänlig, artig, välvillig, generös och lätt att tycka om. Tyvärr var han även ytlig, fåfäng, nonchalant, äregirig, inkompetent och oansvarig.
Henrik den yngres rykte i samtiden var dock inte så negativt. Detta hörde till stor del samman med hans framträdande roll som ett av de stora namnen inom de tornerspel som var en viktig del av dåtidens hovkultur. Detta framgår tydligt av hur Henrik omskrivs i History of William Marshal, biografin över den riddare som utsågs till Henriks guvernör år 1170, och som sedan även blev ledare för den unge kungens torneringslag fram till 1182. Detta verk beskriver honom som ständigt på väg från den ena torneringen till nästa, resande över stora delar av Frankrike mellan 1175 och 1182. Henrik var även en av de största sponsorerna av tornerspel, bland annat sägs han vid ett tillfälle ha lagt ut över 200 pund på att sätta ihop ett torneringslag till en tornering i Lagny-sur-Marne i november 1179.
Om än han saknade politisk tyngd gav honom dessa framgångar på rännarbanan hög status och god renommé över hela västra Europa. Baronen, tillika trubaduren, Bertran de Born, som kände kungen sade att han var: den bäste kung som någonsin höjt en sköld, den modigaste och bästa av alla riddare. Bland hans samtida fanns inställningen att den unge kungens död år 1183 markerade slutet på både torneringskulturen och riddaridealen. Hans tidigare kaplan Gervase of Tilbury, skrev att: Hans död är döden för all ridderlighet. Ändå var de Born senare mycket kritisk mot den unge kungen, och skrev flera satiriska texter om honom efter hans död.

## Politisk karriär

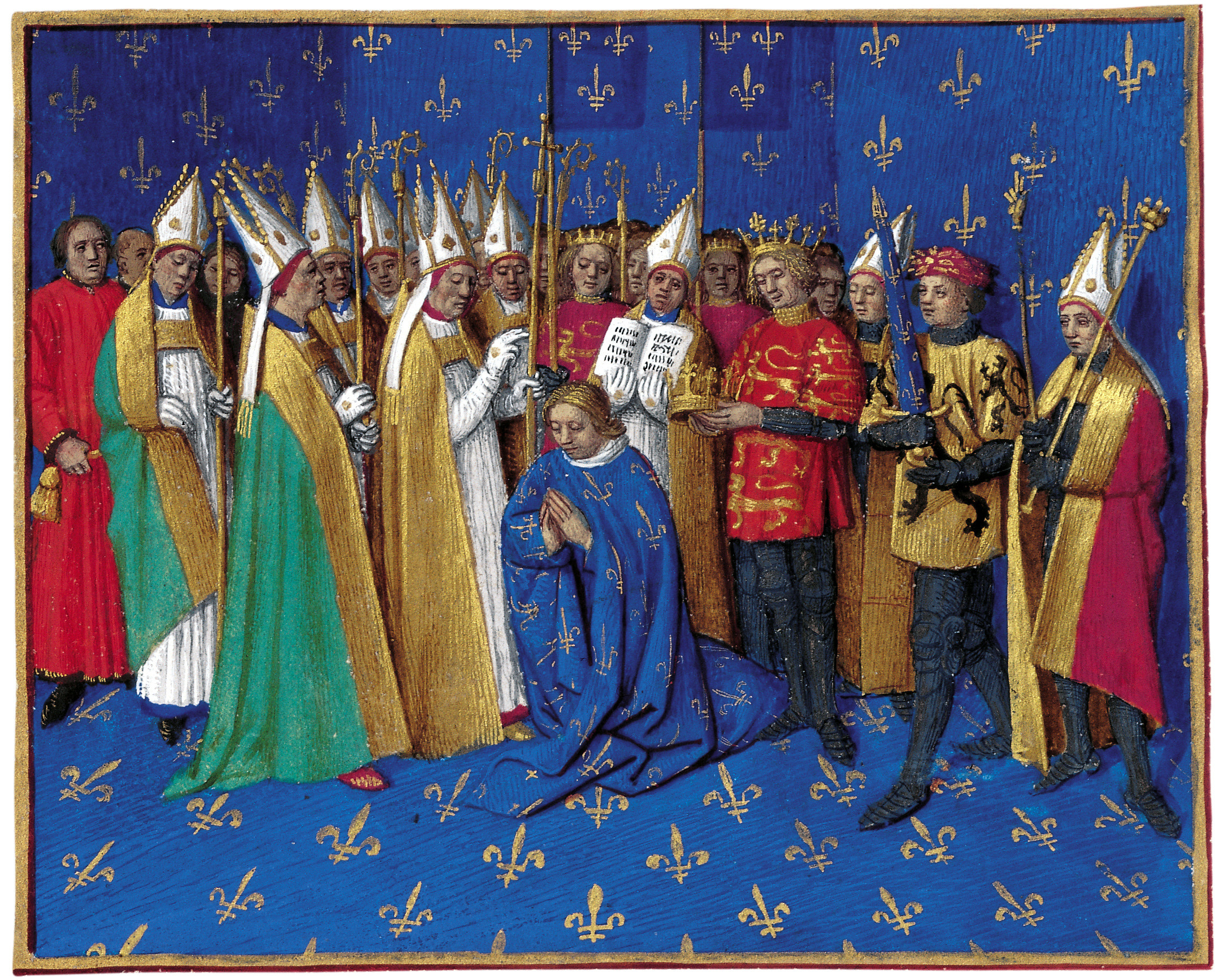
Filips II Augusts kröning i Reims.
Bakom den knäböjande Filip står Henrik den yngre och håller i kungakronan.
(Jean Fouquet)

Henrik den yngre spelade en viktig roll i det politiska spelet under faderns regering. Den 2 november 1160 trolovades han med Margareta av Frankrike, dotter till Ludvig VII av Frankrike och dennes drottning Constance av Kastilien. Henrik var då fem år, och hans tillkommande var två år. Äktenskapet var tänkt att lösa den långa kamp som utspelat sig mellan Henrik II och Ludvig VII vad gällde rätten till vissa landområden i norra Frankrike. Dessa områden skulle nu ingå i brudens hemgift, och därmed skulle konflikten vara löst. Henrik II ville dock inte vänta, utan övertog områdena omedelbart, vilket ledde till att krig utbröt.
Paret vigdes trots detta den 27 augusti 1172 i katedralen i Winchester. Där kröntes samtidigt Henrik för andra gången till kung av England.
Henrik den yngre hamnade i konflikt med sin far år 1173. Samtida historieskrivare menade att det berodde på att den unge kungen blev frustrerad av sin fars ovilja att släppa ifrån sig något av regeringsmakten, och även försåg sonen med mycket snåla medel. Det förefaller dock som om upproret hade större, mer politiska orsaker än så. Många var missnöjda med den äldre Henriks regering, och uppslutningen bakom den yngre kungen blev bred. Upproret 1173 till 1174 var nära att lyckas, och Henrik II kunde bara precis undkomma att störtas. Han räddades av att franska adelsmän med besittningar i England ställde upp på hans sida, då de var rädda att annars gå miste om sin egendom. I den förlikning som sedan nåddes ingick att Henrik den yngre fick mycket rikligare tilltagna inkomster än tidigare, vilka han sedan ägnade de följande åren åt att göra av med på torneringar.
I november 1179 representerade Henrik sin far vid Filip II Augusts kröning i Reims, då han blev kung av Frankrike som sin fars samregent. Henrik framträdde som marskalk av Frankrike och bar kungakronan i kröningsprocessionen. Han deltog även med ett följe på över 500 riddare i de tornerspel som anordnades för att fira kröningen.
Henriks lycka vände år 1182. Han blev ovän med sin gamle mentor William Marshal, som även fungerat som ledare för kungens torneringslag. Den anonyme författaren till L'Histoire de Guillaume le Maréchal antyder att osämjan berodde på att Marshal haft en affär med Henriks hustru, drottning Margareta. David Crouch, en av de främsta moderna experterna på William Marshal hävdar istället att det handlade om att Marshals ambitioner och girighet fått honom att sätta sig upp mot kungen, och det var också för majestätsbrott som Marshal sedan fälldes i en rättegång. Det faktum att Henrik sände sin hustru till Frankrike år 1183 hängde snarast ihop med att han ville sätta henne i säkerhet när han själv inledde stridigheter mot sin far, och sin bror Rikard.
Henriks och Margaretas enda barn, sonen William, föddes för tidigt den 19 juni 1177, och dog den 22 juni samma år. Den svåra förlossningen kan ha gjort drottningen steril, då hon inte fick några flera barn, varken med Henrik eller med sin andra man.

## Död och begravning
Henrik den yngre dog sommaren 1183, då han låg i fält i Limousin, i krig med sin far och sin bror Rikard. Han hade precis plundrat de lokala klostren för att skaffa medel att betala sina legoknektar. Han drabbades av dysenteri i början av juni. Då han snabbt blev svagare fördes han till Martel i närheten av Limoges. Det stod snart klart för omgivningen att kungen var döende, och den 7 juni biktade han sig och mottog de sjukas smörjelse. Som botgöring för att han stridit mot sin far lade han sig naken på golvet inför ett krucifix. Han skrev sitt testamente, och då han avlagt tempelriddarlöften lämnade han sin riddarmantel med det inbroderade korset till en ordensbroder och bad denne att föra manteln till Jerusalem. På sin dödsbädd ska han ha bett om att få försonas med sin far, men denne vägrade komma då han misstänkte någon form av falskspel. Henrik den yngre dog den 11 juni med en ring som fadern skickat som ett tecken på förlåtelse i handen. Efter sonens död ska Henrik II ha sagt att: Han kostade mig mycket, men jag önskar att han fått leva och kosta mig mer.
Efter Henriks död försökte hans mor och några av hans vänner, utan framgång, att utverka en upphöjelse till helgon åt honom. Ärkediakonen Thomas of Earley lät kort efter Henriks död publicera en predikan där ett flertal mirakel kopplade till den döde kungen räknades upp och beskrevs. Vissa av dessa mirakel skulle ha ägt rum under kungens begravningsprocession. Henrik hade lämnat anvisningar om att hans inälvor skulle begravas i klosterkyrkan i Charroux, medan resten av hans kropp skulle föras till Rouen för att begravas i katedralen där. Kungens begravningståg stötte dock på flera problem som gjorde resan besvärlig, bland annat var några riddare i följet skuldsatta och ansattes att betala sina skulder medan de färdades i begravningståget, och stora samlingar sörjande gjorde också färden besvärlig. Slutligen befallde biskopen i Le Mans när tåget passerade staden att kroppen skulle begravas där. Dekanen i Rouen fick senare ta lagen till hjälp för att tvinga fram en förflyttning av kroppen. Henriks lik kunde sedan enligt hans önskemål begravas i katedralen i Rouen, där han nu vilar vid sidan av högaltaret. I gravvalvet förvaras även ett blyskrin som innehåller hans broder Rikard Lejonhjärtas hjärta, trots att bröderna i livet ständigt låg i konflikt med varandra. Henriks bröder Rikard och Johan kom båda senare att bli kungar av England.

## Anfäder
|                  |  |  |  |  |  |  |  |                        |  |  |  |  |  |  |  |                         |  |  |  |  |  |  |  | Fulko V av Anjou              |
|                  |  |  |  |  |  |  |  |                        |  |  |  |  |  |  |  |                         |  |  |  |  |  |  |  |                               |
|                  |  |  |  |  |  |  |  |                        |  |  |  |  |  |  |  | Gottfrid V av Anjou     |  |  |  |  |  |  |  |                               |
|                  |  |  |  |  |  |  |  |                        |  |  |  |  |  |  |  |                         |  |  |  |  |  |  |  |                               |
|                  |  |  |  |  |  |  |  |                        |  |  |  |  |  |  |  |                         |  |  |  |  |  |  |  | Ermengarde av Maine           |
|                  |  |  |  |  |  |  |  |                        |  |  |  |  |  |  |  |                         |  |  |  |  |  |  |  |                               |
|                  |  |  |  |  |  |  |  | Henrik II av England   |  |  |  |  |  |  |  |                         |  |  |  |  |  |  |  |                               |
|                  |  |  |  |  |  |  |  |                        |  |  |  |  |  |  |  |                         |  |  |  |  |  |  |  |                               |
|                  |  |  |  |  |  |  |  |                        |  |  |  |  |  |  |  |                         |  |  |  |  |  |  |  | Henrik I av England           |
|                  |  |  |  |  |  |  |  |                        |  |  |  |  |  |  |  |                         |  |  |  |  |  |  |  |                               |
|                  |  |  |  |  |  |  |  |                        |  |  |  |  |  |  |  | Matilda av England      |  |  |  |  |  |  |  |                               |
|                  |  |  |  |  |  |  |  |                        |  |  |  |  |  |  |  |                         |  |  |  |  |  |  |  |                               |
|                  |  |  |  |  |  |  |  |                        |  |  |  |  |  |  |  |                         |  |  |  |  |  |  |  | Matilda av Skottland          |
|                  |  |  |  |  |  |  |  |                        |  |  |  |  |  |  |  |                         |  |  |  |  |  |  |  |                               |
| Henrik den yngre |  |  |  |  |  |  |  |                        |  |  |  |  |  |  |  |                         |  |  |  |  |  |  |  |                               |
|                  |  |  |  |  |  |  |  |                        |  |  |  |  |  |  |  |                         |  |  |  |  |  |  |  | Vilhelm IX av Akvitanien      |
|                  |  |  |  |  |  |  |  |                        |  |  |  |  |  |  |  |                         |  |  |  |  |  |  |  |                               |
|                  |  |  |  |  |  |  |  |                        |  |  |  |  |  |  |  | Vilhelm X av Akvitanien |  |  |  |  |  |  |  |                               |
|                  |  |  |  |  |  |  |  |                        |  |  |  |  |  |  |  |                         |  |  |  |  |  |  |  |                               |
|                  |  |  |  |  |  |  |  |                        |  |  |  |  |  |  |  |                         |  |  |  |  |  |  |  | Filippa av Toulouse           |
|                  |  |  |  |  |  |  |  |                        |  |  |  |  |  |  |  |                         |  |  |  |  |  |  |  |                               |
|                  |  |  |  |  |  |  |  | Eleonora av Akvitanien |  |  |  |  |  |  |  |                         |  |  |  |  |  |  |  |                               |
|                  |  |  |  |  |  |  |  |                        |  |  |  |  |  |  |  |                         |  |  |  |  |  |  |  |                               |
|                  |  |  |  |  |  |  |  |                        |  |  |  |  |  |  |  |                         |  |  |  |  |  |  |  | Aimery I av Châtellerault     |
|                  |  |  |  |  |  |  |  |                        |  |  |  |  |  |  |  |                         |  |  |  |  |  |  |  |                               |
|                  |  |  |  |  |  |  |  |                        |  |  |  |  |  |  |  | Aenor av Châtellerault  |  |  |  |  |  |  |  |                               |
|                  |  |  |  |  |  |  |  |                        |  |  |  |  |  |  |  |                         |  |  |  |  |  |  |  |                               |
|                  |  |  |  |  |  |  |  |                        |  |  |  |  |  |  |  |                         |  |  |  |  |  |  |  | Dangereuse de l'Isle Bouchard |
|                  |  |  |  |  |  |  |  |                        |  |  |  |  |  |  |  |                         |  |  |  |  |  |  |  |                               |

## Henrik den yngre i populärkulturen
Henrik porträtterades av Riggs O'Hara i filmen Becket från 1964, och av Alan Cox (som pojke), Dominic Savage (som tonåring) och Kevin McNally (som vuxen) i BBC:s tv-serie The Devil's Crown från 1978.